# Steve Zing
Steve Zing (Steven Paul Grecco, 29 de junio de 1964) es un músico  estadounidense. Hizo parte de las bandas Implosion, Mourning Noise y The Undead antes de unirse a la agrupación de deathrock Samhain. Abandonó dicha agrupación en julio de 1985 luego de la grabación del EP Unholy Passion. Fue reemplazado por London May y regresó a la banda The Undead en 1986. Más tarde fundó la agrupación Chyna y tocó con Rubella Umbrella en 1996.
En 1999, Zing retornó a Samhain para una gira de reunión, tocando la primera parte del espectáculo la batería y la segunda parte el bajo. Después ingresó en la banda Son of Sam, que incluía al cantante Davey Havok, al guitarrista Todd Youth y al baterista London May. También ha salido de gira en algunas ocasiones con la agrupación Danzig.

## Discografía

### Samhain
- Initium (1984)
- Unholy Passion EP (1985)
- Box set (2000)
- Samhain Live '85-'86 (2001)

### Son of Sam
- Songs from the Earth (2001)
- Into the Night (2008)

### Marra's Drug
- Down Below (2005)
- Icons Of The Underground: Vol. 1 - Glenn Danzig (2006)

### The Undead
- Never Say Die (1986)
- Act Your Rage (1989)
- Dawn of the Undead (1991)

### Mourning Noise
- Dawn of the Dead (1983)
- Runaway (1986)
- Death Trip Delivery: 1981 - 1985 (1998)
- Christmas time in Jersey/Blue Xmas (2014)